# Estanislao Alcaraz y Figueroa
Estanislao Alcaraz y Figueroa (Pátzcuaro, Michoacán, 23 de octubre de 1918 - Morelia, Michoacán, 13 de julio de 2006) fue un arzobispo de la Arquidiócesis de Morelia y predecesor del Excmo. Mons. Cardenal Alberto Suárez Inda.

## Biografía
Nació en Pátzcuaro el 23 de octubre de 1918, y se ordenó sacerdote el 19 de diciembre de 1942. Durante 23 años fue arzobispo de Morelia, cargo que desempeñó también en Matamoros y San Luis Potosí.